# 환타즘 (영화)
《환타즘》(영어: Phantasm 팬태즘[*])은 미국에서 제작된 1979년 SF 공포 영화이다. 돈 코스커렐리가 연출, 각본, 촬영, 편집을 동시에 맡았다. 앵거스 스크림, A. 마이클 볼드윈 등이 출연하였고, D.A. 코스커렐리 등이 제작에 참여하였다.
개봉 당시에는 엇갈린 평가를 받았으나 오늘날 재평가되고 있으며 대표적인 컬트 영화로 자리잡았다. 속편으로 《환타즘 2》(1988), 《환타즘 3》(1994), 《환타즘 4》(1998) 등이 있다.

## 줄거리
모닝사이드 공동 묘지에서 라벤더색 옷을 입은 여성과 성관계를 맺던 토미가 칼에 찔려 죽는다. 친구 조디와 레지는 이를 자살이라 믿는다.
토미의 장례식에서 조디의 13살 남동생 마이크는 장의사 "톨 맨"이 토미의 관을 매장하는 대신 관의 무게가 아무 것도 아닌 것처럼 아주 가볍게 들어서 영구차에 싣는 걸 목격한다.
밤에 외출한 조디를 몰래 뒤따라온 마이크는 조디가 술집에서 톨 맨의 변신체인 라벤더색 옷을 입은 여성에게 유혹 당한 뒤 공동 묘지에서 성관계를 맺으려고 하는 장면을 훔쳐보게 된다. 이때 마이크 앞에 갑자기 후드를 뒤집어쓴 조그마한 존재가 나타나고, 놀란 마이크는 조디 곁을 지나쳐 도망가게 되면서 본의 아니게 조디를 훼방 놓는다. 엉겁결에 조디가 토미처럼 사망할 뻔한 위기를 저지한 마이크는 화를 내는 조디에게 자신이 본 바를 털어놓지만 조디는 마이크를 믿어주지 않는다.
마이크는 증거를 수집하기 위해 다시 묘지를 찾는다. 대리석 영묘 안에서 공중을 날아다니는 은색 구체로부터 공격을 당하는 가운데 마이크는 미리 챙겨간 칼로 톨 맨의 손가락을 자른다. 잘린 손가락 단면에서는 노란 이코르가 흐른다. 마이크는 아직도 움직이는 손가락을 갖고 도망치고 보안관에게 이를 증거로 제출하려고 하지만 그 전에 손가락은 거대한 벌레로 변해 마이크를 공격한다. 이를 본 조디와 레지는 마이크 말을 믿게 된다.
세 사람은 토미가 소생되어 톨 맨의 난쟁이 무리 일원이 된 것을 알게 된다. 영묘 내 빛나는 방에 진입한 이들은 비슷한 난쟁이들로 차있는 통 더미를 발견한다. 마이크는 차원의 문을 통해 이런 난쟁이 좀비들이 붉고 뜨거운 행성에서 노예로 부려지고 있는 모습을 잠시 엿본다.
라벤더 옷을 입은 여성이 곧 톨 맨임을 모르는 레지는 영묘 앞에 쓰러져있는 그녀를 구하려다가 칼에 찔려 죽는다. 조디와 마이크가 영묘를 빠져나와 함정을 설치한 뒤 마이크가 톨 맨을 폐광의 수직 갱도로 유인해 빠뜨리고 그 위로 조디가 암석을 굴려 떨어뜨린다.
이후 마이크는 악몽에서 깨어난다. 마이크는 톨 맨을 겨우 그 정도로 가둬둘 수 있을 리가 없다며 걱정하는데 어찌된 일인지 조디가 부모님을 뒤이어 교통사고로 죽은 걸로 돼있고, 대신 살아있는 레지가 마이크를 달랜다. 지금까지 겪은 일이 전부 꿈이었나 싶어 혼란스러워하는 마이크에게 레지는 눈물을 글썽이며 자신이 조디를 대신해 돌봐주겠다고 약속하고, 잠깐 환경을 바꿔보는 게 어떻겠냐며 여행을 제안한다. 마이크가 짐을 싸러 방에 들어가자 거울 속에서 톨 맨이 나타나 거울을 깨며 마이크를 거울 안으로 끌고 간다.

## 출연
- 앵거스 스크림 - 톨 맨 역
- A. 마이클 볼드윈 - 마이크 피어슨 역
- 빌 손버리 - 조디 피어슨 역
- 레지 배니스터 - 레지 역
- 캐시 레스터 - 라벤더색 옷을 입은 여성 (실은 톨 맨) 역

## 기타 제작진
- 공동 제작: 폴 페퍼먼
- 미술: 케이트 코스커렐리

## 반응

### 영향
공포물 전문 잡지 루 모그 편집장 요반카 부코빅은 영화 《다크 나이트》(1982), 《나이트메어》(1984), 텔레비전 드라마 《수퍼내추럴》(2005-20)이 이 영화로부터 영향을 받았다고 분석하였다.
비디오 게임 《블러드》(1997)가 첫 번째 에피소드 "Cradle to the Grave" 1단계에서 이 영화를 오마주하였다.
톨 맨은 슬렌더맨의 모태인 캐릭터들 중의 하나이다.
영화 《스타워즈: 깨어난 포스》(2015)에 등장하는 인물인 캡틴 패즈마(Captain Phasma)의 이름은 이 영화에서 따온 것이다. 감독 J. J. 에이브럼스는 마이클 캐플런 의상팀의 크롬 느낌 디자인을 보자마자 이 영화에 나온 구체를 떠올렸다고 설명했다.